# Dominga Moncada
 María Dominga de la Trinidad Moncada (Santiago de Cuba, 2 de diciembre de 1810 - ibídem 19 de agosto de 1905) fue mambisa, una activista de las guerras de la liberación de finales del siglo XIX en Cuba.

## Biografía
Desde el inicio de la guerra mambisa en 1868, prestó un servicios como informante, junto a su hija María Felipa y su nieta Francisca. Las autoridades españolas las persiguieron y huyeron y se unieron a las tropas libertadoras mambises, donde se desempeñaron cocineras y enfermeras. También trabajó como secretaria de Prefectura.
Su casa fue punto de encuentro de los patriotas en tiempos de paz, a pesar de contar con mayores recursos.  Recibió a revolucionarios como Crombret, Antonio Maceo y Quintín Bandera, que organizaban la “guerra chiquita”.  Pero las autoridades la capturaron en 1871 y la recluyeron en la cárcel de "El Morro", en Santiago de Cuba. En sucesivas oportunidades Oficiales españoles intentaron tentar a Dominga de ser liberada a cambio de convencer a su hijo, el General Guillermón de abandonar la gesta, a lo que nunca accedió.
La liberaron después de varios meses y comenzó a vivir de su profesión como partera. A pesar de los problemas económicos y el aislamiento, retomó contacto con el general Guillermón quien por entonces se encontraba preso en Mahón.
La guerra independentista le permitió retomar actividades como informante. Fue enfermera y cómplice de los revolucionarios con su hija y su nieta. Vigilaban y avisaban si los policías se acercaban a las reuniones clandestinas, evitando que muchos cayeran presos.
Falleció en Santiago de Cuba el 19 de agosto de 1905 y fue velada en el Palacio Provincial de Gobierno. Se le rindió homenaje como a la mujer símbolo de la valentía y el coraje de las mujeres negras de Cuba y de América.